# Chiesa di Santa Maria di Gesù (Collesano)
La chiesa di Santa Maria di Gesù è un edificio religioso di Collesano.

## Storia
Edificata nel 1612 per volere del Consiglio Civico e dei conti di Collesano, viene affidata ai Frati Minori Riformati che ne hanno cura. Di semplice impianto, ad una navata, con un bel chiostro nell'annesso ex-convento, conserva un artistico Crocifisso ligneo del 1635, opera documentata di frate Umile da Petralia, varie tele del Seicento e la Madonna col Bambin Gesù in marmo di Carlo D'Aprile. Il Convento è stato adibito, in seguito alla soppressione degli Ordini Religiosi, a vari usi, quali caserma e carcere. Nel 1887 fu costruito un nuovo convento per l'impegno di P. Rosario Barbera.